# Macchia xerofila di Europa e Bassas da India
La Macchia xerofila di Europa e Bassas da India è una ecoregione terrestre della ecozona afrotropicale appartenente al bioma dei Deserti e macchia xerofila (codice ecoregione: AT1308) che si sviluppa per circa 100 km² nelle isole di Europa e Bassas da India nel Canale di Mozambico.
Lo stato di conservazione è considerato in pericolo critico.

## Territorio
La regione interessa le isole di Europa e Bassas da India, che si trovano nel Canale del Mozambico vicino all'estremità meridionale del Madagascar. Entrambe sono isole coralline o atolli che appartengono alla Francia.
Europa (22° 20' S; 40° 20' E) si trova a circa 100 km a sud-est di Bassas da India (21° 49' S; 40° 00' E): con una superficie di 30 km², ha un diametro di 6-7 km con un'altitudine massima di 6 m. La sua laguna poco profonda (in media 1 m di profondità) è aperta sul mare da un lato e copre circa 900 ettari, tra cui circa 700 ettari di palude di mangrovie che è particolarmente estesa a sud. La laguna è quasi interamente esposta con la bassa marea e al suo deflusso supporta letti di alghe sparse dominati da specie di Thalassodendron e Halodule (Cymodoceaceae). Il bordo dell'atollo è una struttura carsica; vi sono anche una certa quantità di roccia corallina esposta ed estese dune di sabbia e detriti a sud-ovest. Si stima che Europa si sia formata circa 90.000 anni fa. L'isola è circondata da una piattaforma corallina abrasa da 200 a 600 m di larghezza, che emerge con la bassa marea ricoperta di alghe.
Bassas da India è un atollo di forma quasi perfettamente circolare che misura meno di 1 km² di superficie permanentemente asciutta. La barriera corallina ha un diametro di 12-13 km, sebbene sia quasi interamente sommersa durante l'alta marea e, pertanto, non ospita alcun tipo di vegetazione. Con la bassa marea, il bordo della barriera corallina emerge per circa 1,20 m; tuttavia, diversi scogli a nord sono sempre esposti ad un'altezza di 2-3 m. Si ritiene che la struttura corallina di Bassas da India sia ancora in fase di formazione.
Queste isole sono soggette alla corrente di Agulhas e sono occasionalmente colpite dai cicloni. La temperatura dell'acqua è generalmente superiore ai 30 °C e gli alisei sud-orientali predominano durante l'inverno australe. La media annuale delle precipitazioni è di circa 600 mm.

## Flora

Mappa della vegetazione dell'isola di Europa.

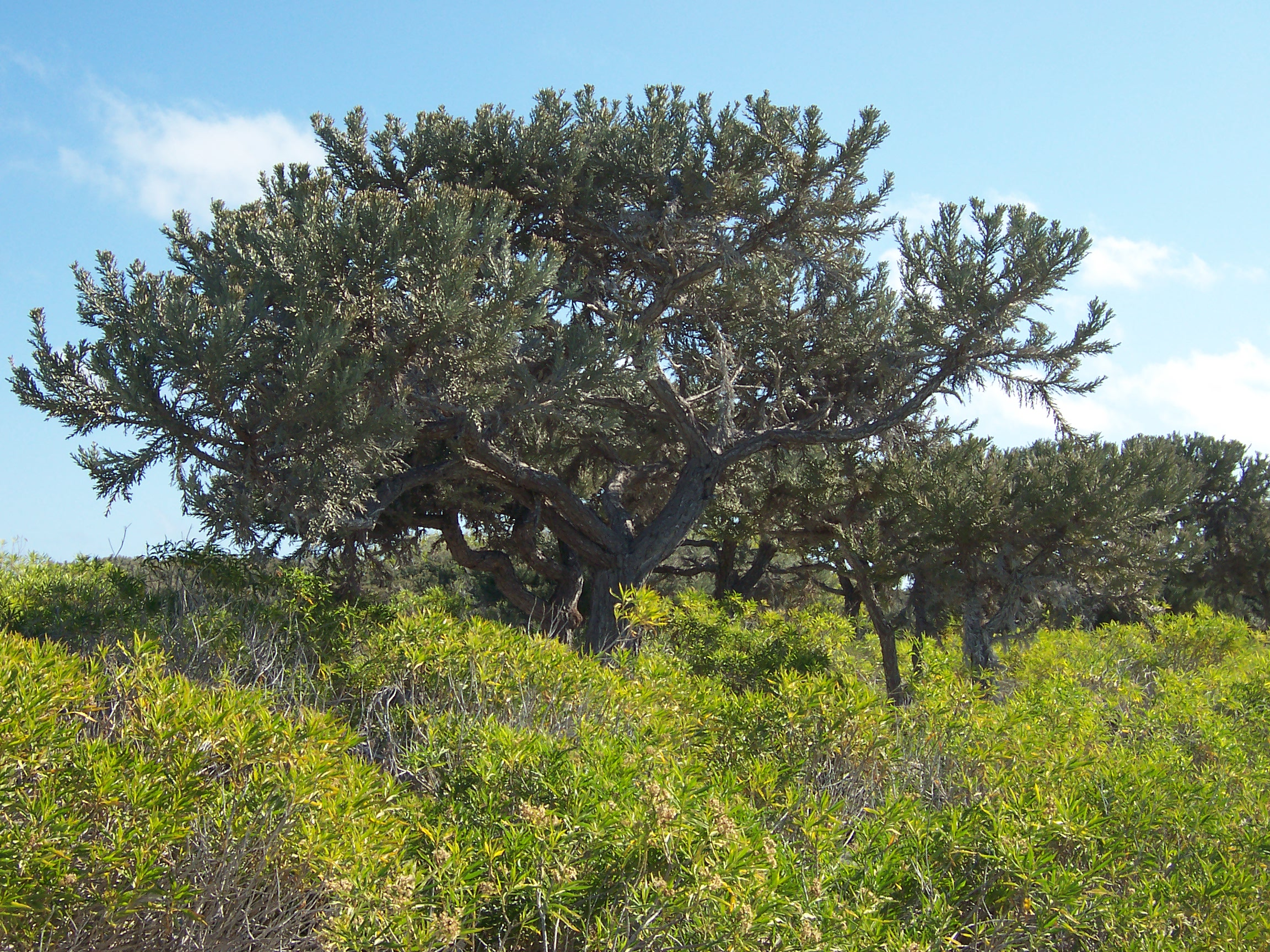
Euphorbia stenoclada sull'isola di Europa.

Sull'isola di Europa sono stati identificati quattro tipi di vegetazione. Questi includono una foresta secca di arbusti di Euphorbia stenoclada, una formazione erbacea secca dominata da Sclerodactylon macrostachyum, paludi di mangrovie di Rhizophora mucronata e una formazione arbustiva costiera di Suriana maritima. Una piantagione abbandonata di sisal (Agave sisalana), che cresce con la canapa di Mauritius (Furcraea foetida), si trova all'estremità settentrionale dell'isola. Il sisal fu piantato da alcuni coloni che tentarono di insediarsi sull'isola agli inizi del XX secolo. Mentre l'insediamento umano non ebbe successo, il sisal attecchì e prosperò e sembra anche che si stia diffondendo; ora si trova in piccoli gruppi all'interno del boschetto di euforbie. La presenza di questa piantagione ha ridotto la superficie ricoperta dall'Euphorbia stenoclada di circa il 10%. Circa quindici altre specie di piante furono introdotte intenzionalmente o accidentalmente sull'isola di Europa. Non vi sono specie di piante endemiche dell'isola.

## Fauna

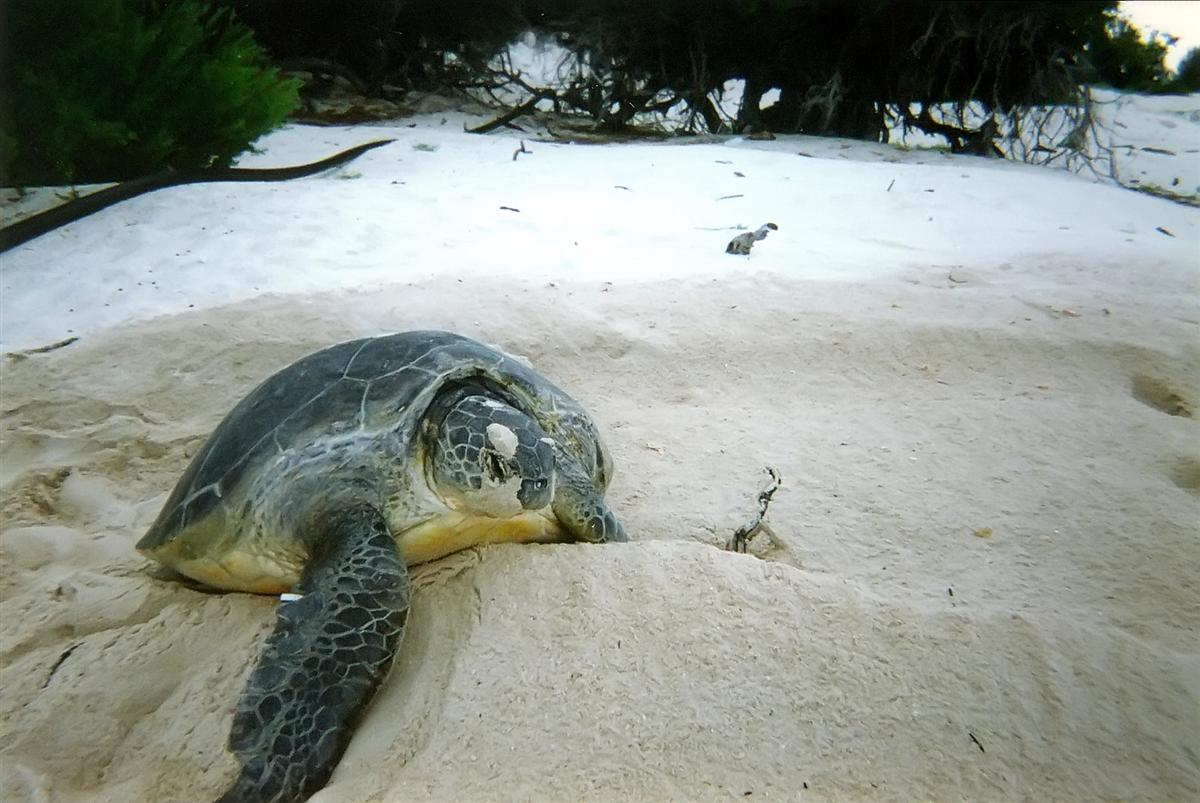
Tartaruga verde che depone le uova sulla spiaggia dell'isola di Europa.

L'isola di Europa costituisce un importante terreno di nidificazione per le tartarughe e gli uccelli marini e rivendica anche una sottospecie endemica di uccelli terrestri e due sottospecie endemiche di lucertola. Bassas da India è di interesse scientifico e biogeografico a causa del suo sistema di barriera corallina relativamente indisturbato, ma la superficie terrestre limitata non è sufficiente a sostenere una significativa vita terrestre.
Europa è considerata uno dei siti di nidificazione più importanti al mondo per la tartaruga verde (Chelonia mydas), specie che è stata classificata in pericolo di estinzione nella Lista Rossa IUCN a partire dal 1996. Tra le 8000 e le 15.000 femmine nidificano ogni anno sulle spiagge dell'isola e un numero variabile tra 0,7 e 2,4 milioni di piccoli nascono qui ogni anno. Anche la tartaruga embricata (Eretmochelys imbricata) è abbastanza comune sull'isola.
Europa è utilizzata come punto di sosta per numerose specie di uccelli che migrano tra l'Africa e il Madagascar, molte delle quali si riproducono anche qui. La popolazione residente di uccelli marini comprende il fetonte codarossa (Phaethon rubricauda), che nidifica sulla sabbia sotto i cespugli, il fetonte codabianca (P. lepturus), la fregata del Pacifico (Fregata minor), la fregata ariel (F. ariel), la sula zamperosse (Sula sula), la sula fosca (S. leucogaster), la sterna maggiore (Hydroprogne caspia), la sterna scura (Onychoprion fuscatus) e la berta di Audubon (Puffinus lherminieri).
Europa ospita anche alcune specie di uccelli terrestri, tra cui una sottospecie endemica dell'occhialino del Madagascar (Zosterops maderaspatanus voeltzkowi). Questo uccello è riuscito a colonizzare tutte le isole dell'Oceano Indiano occidentale e quindi a diversificarsi in numerose sottospecie o specie endemiche. Altri uccelli terrestri qui presenti sono la garzetta del Madagascar (Egretta dimorpha), la sgarza malgascia (Ardeola idae), il barbagianni comune (Tyto alba), probabilmente indigeno, sebbene dipendente dall'introduzione del ratto nero (Rattus rattus), e il corvo bianco e nero (Corvus albus), probabilmente introdotto e dipendente dalla presenza umana.
Altre specie di interesse sull'isola di Europa sono due forme endemiche di lucertola, Mabuya comorensis e Cryptoblepharus boutonii. Oltre 55 specie di insetti vivono in queste isole, tra cui una specie endemica di Chalcidoidea, un parassita specializzato della formica rossa dei boschi.

## Conservazione

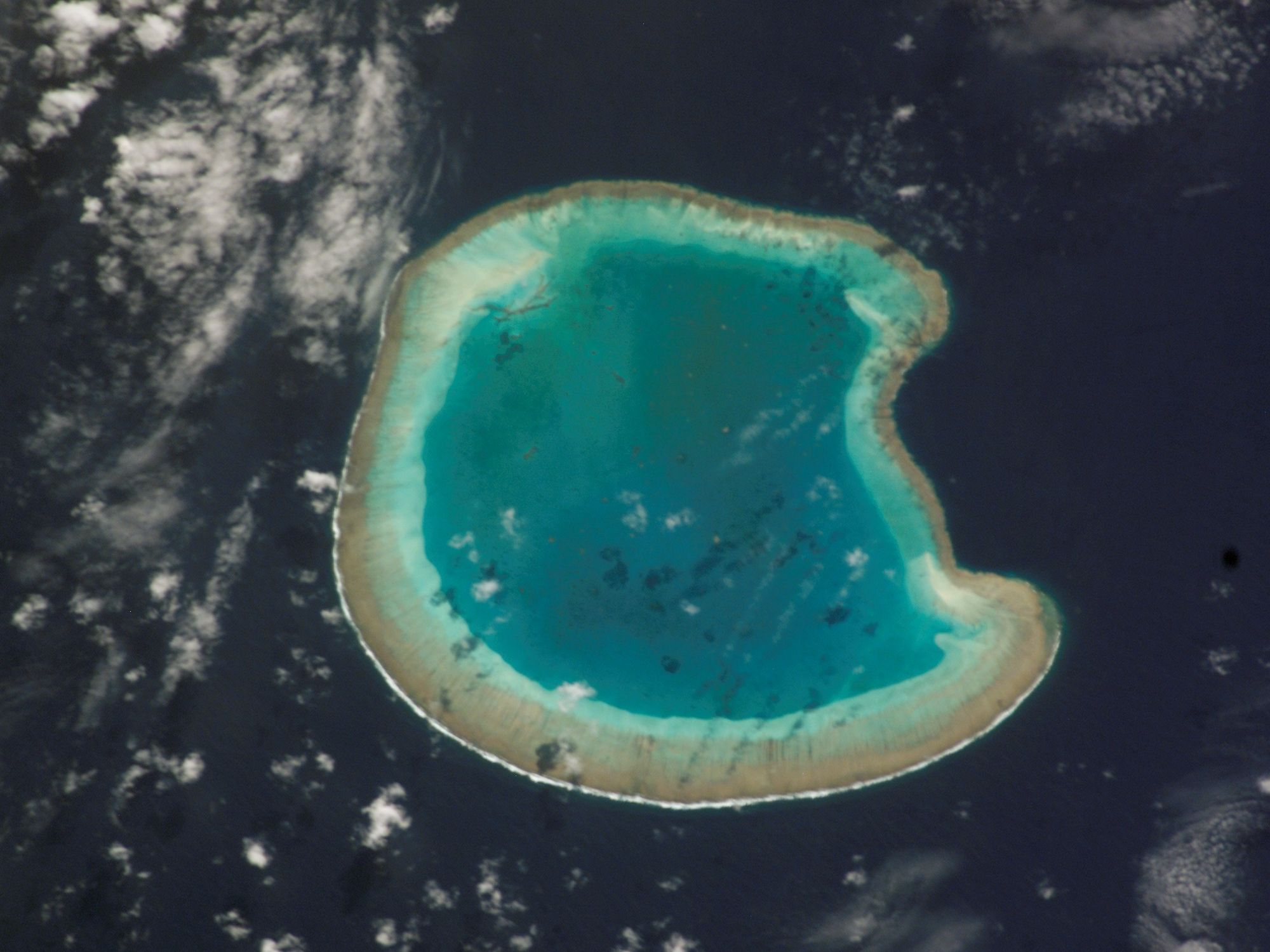
Veduta dallo spazio di Bassas da India.

L'ecosistema della regione è piuttosto fragile, come del resto quasi tutti quelli delle isole più remote. Oltre all'alterazione fisica della vegetazione dell'euforbia da parte dell'uomo, le specie introdotte di piante e animali hanno avuto un effetto significativo sull'ecologia dell'isola. Il sisal è una specie invasiva in molte località di tutto il mondo, con la capacità di soppiantare la vegetazione nativa. Le capre (Capra hircus) furono introdotte dal Madagascar nel 1860: nel 1976 erano circa 200 e il loro numero è cresciuto da allora in quanto sono prive di nemici naturali e ben si adattano alle difficili condizioni ambientali, come la mancanza di acqua dolce. Le capre sono in grado di alterare drasticamente la vegetazione nativa, distruggendo così l'habitat vitale per le popolazioni di uccelli nativi dell'isola. La loro presenza è particolarmente dannosa per i boschetti autoctoni di euforbia e per il raro albero di portia (Thespesia populnea), che cresce in associazione con le mangrovie. I ratti neri (Rattus rattus) sono presenti sull'isola dal XVI secolo e sono efficaci predatori delle uova e dei giovani di molti uccelli marini. Asini, gatti e conigli furono introdotti sull'isola, ma sono attualmente scomparsi.
Sia Europa che Bassas da India sono classificate come Riserve Naturali, un tipo di protezione di basso livello istituita nel 1975 e nel 1981. È vietata la pesca nelle acque territoriali intorno alle isole e si prevede che chiunque visiti le isole osservi determinate norme.
L'isola di Europa è stata definita Important Bird Area da BirdLife International e sito Ramsar nel 2012.